# 久保純子
久保 純子（くぼ じゅんこ、1972年1月24日 - ）は、日本のフリーアナウンサー、タレント、司会者。元NHKアナウンサー。本名は清重 純子（きよしげ じゅんこ）旧姓は久保。愛称は「クボジュン」、「ジュンジュン」。

## 来歴・人物
両親ともにアナウンサー経験者（後述）。三鷹市立第五小学校入学後、父の転勤により小4から中1までをイギリス・ロンドンで過ごす。帰国後、三鷹市立第三中学校を経て、東京都立調布北高等学校に入学。高1の夏からアメリカ・ウィスコンシン州に留学し、続いて留学したニューヨーク州のパイオニア・セントラル高校を卒業。帰国後、上智大学比較文化学部比較文化学科入学し半年間通ったのち、慶應義塾大学文学部英米文学専攻卒業。
大学卒業後、1994年、NHK入局。初任地は大阪放送局で、1996年に東京アナウンス室へ異動。1999年に一度だけ、NHKの現役の局員としては異例の民放番組出演を果たしている（後述）。2000年に結婚。2002年に長女を出産後、NHKに契約職員（専属契約。事実上嘱託）として復帰。2004年3月31日の契約満了をもって、フリーランスとなる。2008年には次女を出産。2011年夏から夫の米国転勤に家族で同伴するため、当時のレギュラー番組をすべて降板。帰国後の2013年秋から活動を再開。2022年2月からニューヨークで幼稚園の教諭として勤務していることを明らかにしている。

## 出演番組

### 日本放送協会（NHK）職員時
- ちょっといい旅（大阪放送局所属時代。レポーター）
- NHKニュース11（1996年4月1日 - 1999年3月26日、スポーツコーナー担当）
- NHKニュース おはよう日本（1999年4月1日 - 2000年3月24日、スポーツコーナー担当）
- ポップジャム（200年4月1日 - 2002年3月9日、司会）
- 連続テレビ小説『私の青空』（ナレーター）
- プロジェクトX〜挑戦者たち〜（2000年3月28日 - 2001年9月、司会）
- お宝映像クイズ 見ればナットク!（2003年4月3日 - 2004年3月28日、司会）
- 地球!ふしぎ大自然（ナレーター、武内陶子・松本和也とのローテーション）
- NHK紅白歌合戦（紅組司会、1998年 - 2000年）
- 夢見るタマゴ!熱血浜田塾 若き卵たち（2002年8月13日 - 2004年2月21日、アシスタント）
- てれび絵本・ハリネズミのくるりん（朗読。2003年以後にリニューアル後、NHK所属アナウンサーが朗読したのはこれが現状唯一）
- 唯一の他局出演　-　ウッチャンナンチャンのウリナリ!!（1999年1月、日本テレビ放送網、紅白紅組のポケビとブラビの応援。当時としてはNHKの現役アナウンサーが民放のバラエティ番組に出演したのは異例）

### フリー後
- 初めのうちは民放局と専属契約を結び、軌道に乗ったら完全フリーに、という傾向が多いNHK出身フリーにしては珍しく、最初からフリーで活動している（同様に最初からフリーで活動しているのは堀尾正明がいる）。
- アテネオリンピックのTBSの中継キャスターで民放テレビ番組に初出演した。その際、紅白で両軍司会をともに務めたSMAPの中居正広と再タッグを組む。
- 2004年10月9日から2008年9月20日まで、TBS『ブロードキャスター』に、三雲孝江の後任として出演した。2005年4月放送分からNHK時代の同期である土井敏之と共演した。
- 2004年10月3日から放送のTBS『クボジュンのえいごっこ』では司会を務めた（同名の著書書籍が2005年にリリースされた）。
- 2005年には日本テレビ『ザ!情報ツウ』のと〜く!ツウコーナーにゲスト出演。父・晴生撮影によるプライベート映像や、本人撮影による母親が開いている英語教室の様子などが紹介された。
- 2006年1月から2011年7月23日まで文化放送『久保純子のライオンミュージックサタデー』のパーソナリティを務めた。ラジオ出演はNHKの新人時代（大阪放送局）以来だった。
- 2007年4月15日放送分より、フジテレビ系列『ウチくる!?』に中山秀征のパートナーとして出演した[注 1]。2011年8月21日に夫の米国転勤により番組を卒業した。その後、2013年10月6日放送回に再びゲストとして出演し、出演当時の名場面などが放送された。
- 久保純子My Sweet Home → 久保純子 LIFE JOURNEY（文化放送、2015年4月15日 - （2025年4月6日改題））
- くにまるジャパン（文化放送、木曜日担当　2014年10月2日 - 2015年3月26日）
- 東京クラッソ!（MXテレビ　進行、2014年4月5日 - 2016年9月24日）
- ワールドスポーツMLB（NHK BS1、現地リポート、不定期出演）
- おとなの学力検定スペシャル小学校教科書クイズ!　進行、（日本テレビ、2007年10月 - 、上田晋也（くりぃむしちゅー）と共同司会）
- 浜田警察24時（読売テレビ制作・日本テレビ、司会）
- 全国おもしろニュースグランプリ（テレビ朝日系列、2008年12月31日 -　毎年大晦日放送、爆笑問題と共同司会）
- 緊急警告!!2012年人類破滅!?ノストラダムス最後の大予言SP（日本テレビ、2009年12月22日、谷原章介と共同司会）
- 紅白歌合戦A to Z（NHK総合、2009年12月30日、過去の紅組司会としてVTR出演）
- 本当か?ウソか?世界中の衝撃映像を徹底解明!「マンガみたいな本当の話2」（日本テレビ、2010年9月30日）
- ふるさとエコ革命2010～地方発! 未来への贈りもの（TBS系列、2010年12月23日、NHK時代の先輩・堀尾正明と共同進行役）
- ローマを夢見たアンコールワット 東南アジア最大覇権王朝の栄光と真実〜すべての道はアンコールに通ず〜（BS-TBS、2011年1月1日・1月2日、司会）
- ノーベル賞と最強の日本人〜世界に挑む科学者たち（BSフジ、2013年12月27日、司会）

### テレビコマーシャル
- 森永乳業「森永のおいしい牛乳」
- 映画「シュレック2」（2004年上映 稲本潤一と）
- カタログハウス「通販生活」
- ヤマト運輸「クロネコヤマトの宅急便」
- パナソニック「エコナビ」シリーズ（ドラム式洗濯機編）
- ハウス食品「ニュートリシステム J-ダイエット」
- アリコジャパン「スマートナビ」
- グラクソ・スミスクライン「シュミテクト」（2011年）
- 総務省『平成24年経済センサスPR』
- 日本調剤（2016年）[10]

### イメージキャラクター
- ネットオフ「あんしん宅配回収」[11]

### ミュージック
- 嘉門達夫 食のワンダーランド〜食べることは生きること〜其の壱（2016年12月21日） - 「干し芋に抱かれて」

## エピソード
- 実父は元日本テレビアナウンサー（元アナウンス部長）および日本テレビアナウンスカレッジ初代学長の久保晴生。実母は元日本テレビアナウンサーの久保淑子（旧姓：加藤）。4歳年上の兄がいる[12]。
- 子供が大好きで道端でよその子供に抱きつくこともある。そのこともあり、子供番組を作りたくてアナウンサーを志望した。子供番組の企画書を書いて出したこともあった。紅白の紅組司会に抜擢される程の人気アナウンサーになったため、NHK時代に夢は叶わなかったが、フリー転身後『クボジュンのえいごっこ』で夢が叶うこととなった[13]。
- 母が日テレ退社後に営む英語教室の手伝いをしている[14]。
- 私生活では中学生の頃に同じ学習塾で、席が隣同士になったのがきっかけになり、木佐彩子（元フジテレビアナウンサー）と親友になった[15]。
- 2006年11月26日の『朝日新聞』の朝刊で、幼少期、イギリスで人種差別的ないじめを受けていたこと、帰国後の日本の公立中学校でもいじめを受けたことを告白している。AERA Englishでは、高校3年間のアメリカ留学先（ウィスコンシン）で、ベビーシッターの家にホームスティをし、毎日何人もの子供たちの世話をさせられ大変だったことを告白している。またそのこともあり、高3の時、ウィスコンシンからニューヨーク州のバッファローの高校に転校している。
- 18歳当時、父がアナウンス部長を務めていた日本テレビでイベントコンパニオンのアルバイト経験があり、そこで『午後は○○おもいッきりテレビ』の司会をしていたみのもんたと一緒に仕事したことがある（商品をのせたお盆を持って出す役など）。また、1991年の世界陸上東京大会で通訳の仕事もしていたこともある[16]。
- 大学生の時に東京ドームでプロ野球・読売ジャイアンツのマスコットガールのアルバイトをしており[17]、本塁打を打った選手にジャビットのぬいぐるみを渡す場面が何度か『ウチくる!?』で流れされた。「このアルバイトは選手がホームランなど打たないと仕事が無いので、待機中の時は裏で勉強をしていた。当時巨人投手の桑田真澄が勉強の内容に興味を持って見に来ていた。（様子を見に来る選手は他にもいたが）勉強に興味を持っていた選手は桑田投手だけだった」と語っている。
- NHK入局試験の際の面接官が加賀美幸子だった。他の面接官が難色を示す中、加賀美が「全身が言葉という雰囲気が体から溢れてる」と推薦し、久保の入局が決まった。久保は「加賀美さんがいなかったら、今の久保純子はなかった」と感謝しており、（久保の）結婚の際には仲人を加賀美に務めてもらう程、親交は深い[18]。

### NHK時代
- 「女子アナウンサーも普通の会社員なんですよ」と発言したことがある。
- 郷ひろみの大ファンである。そのため、自身が初紅組司会を務めた1998年の『第49回NHK紅白歌合戦』で、白組歌手である郷の曲紹介を例外的に久保が行った。
- NHKおよび慶應義塾大学の先輩である宮本隆治のことを大変尊敬しており、自身の結婚式の司会も宮本に担当してもらった程である。きっかけは共に十日町雪まつりを取材した時、宮本が久保の着物に積もった雪を払ってあげたことだったという[19]。
- 先述の通り、1999年1月放送の日本テレビ『ウッチャンナンチャンのウリナリ!!』の企画ユニットポケビとブラビの激励のためにリハスタジオへ登場し、当時としては異例のNHKの現職アナウンサーの民放出演となった。これは1998年の紅白の司会を務めたためと、父が日本テレビ出身だったこともある。

### NHK退職後
- NHK退職に関しては、円満退職である（久保本人も明言している）が、フリー転身後はNHKに出演する機会がしばらくなかったが、NHK紅白歌合戦60回を記念して製作された特番「紅白歌合戦AtoZ」（2009年12月30日）において、証言者の1人として退職から6年ぶりのNHK出演を果たし、その4日後には「ワンダー×ワンダー」（紅白を取り上げた拡大版）で久々のスタジオ出演を果たした。
- 自身の長女は山下智久の大ファンである。
- 2008年3月11日、『ウチくる!?』のロケ中に第二子を妊娠中であることを明らかにした。本人は「予定日近くまでは仕事をしたい」と語っており[20]、その言葉通り出産ギリギリまで普通に仕事をこなしていた。出産予定日は8月中旬とのことであったが、やや予定が早くなり、7月24日に次女を出産した。翌月23日には『ブロードキャスター』で早くも仕事復帰を果たし[注 2]、収録が長時間に及ぶ『小中学校教科書クイズ!』（秋のみ『小中学校…』というタイトルに）にも通常通り出演した。
- 2011年7月16日、文化放送『久保純子のライオンミュージックサタデー』の番組中、夫の米国転勤（任期は1年半）に家族で同伴することを明らかにした。番組自体は出演者を菊池桃子に交代する形で継続する。また『ウチくる!?』も同年8月21日放送分をもって降板した（帰国後の2013年10月6日の『ウチくる!?』にゲストとして登場）。
- 2015年から文化放送で毎週放送されている『久保純子 LIFE JOURNEY（久保純子My Sweet Home）』は、コロナ前までは年5～6回、日本に帰国して録音することで対応していた。しかし、コロナで帰国できなくなり、岸谷香に代役を依頼。その後、リモートによる録音に変更しているという[21]。

## 著書
- 2004年、初のエッセイ集「なな転び八起き」（グラフ社刊）を執筆。
- 久保純子のニューヨーク街歩き